# الإجهاض في أستراليا
يُنظّم الإجهاض في أستراليا إلى حد كبير من قبل الولايات والأقاليم بدلاً من الحكومة الفيدرالية. تختلف أسباب السماح بالإجهاض في أستراليا باختلاف السلطة القضائية. الإجهاض في كل ولاية قانونيّ لحماية حياة وصحة المرأة، على الرغم من أن لكل دولة تعريف مختلف. ألغت جميع الولايات والأقاليم باستثناء جنوب أستراليا اعتبارًا من أكتوبر 2019، تجريم الإجهاض تمامًا، بدءًا من أستراليا الغربية في عام 1998.
لا يوجد مكان في أستراليا يتطلب إخطار الشريك الجنسي للمرأة بالإجهاض المقترح أو الموافقة على الإجراء. لن تمنح المحاكم الأسترالية أمرًا قضائيًا لمنع المرأة الحامل من إنهاء حملها، حتى إذا كان مقدم الطلب هو الأب المفترض للجنين. لا توجد فترة انتظار للإجهاض. لا تحتاج القاصر إلى إخطار أحد الوالدين بالإجهاض المقترح ولا يتطلب موافقة الوالدين، باستثناء غرب أستراليا. يجب إخطار أحد الوالدين بالإجهاض المقترح من قبل القاصر دون سن 16 عامًا في غرب أستراليا، باستثناء الحالات التي تمنح فيها محكمة الأطفال الإذن أو إذا كانت القاصر لا تعيش مع والديها.
عمليات الإجهاض الجراحي المبكر متاحة بشكل عام للنساء اللواتي يبحثن عنها في جميع أنحاء أستراليا. لم تحصل مقاضاة بحق الممارسين الطبيين لإجراء عمليات الإجهاض لعقود، باستثناء محاكمة في عام 1998 في أستراليا الغربية أدت بعد فترة وجيزة إلى تشريع صريح للإجهاض عند الطلب في ظل ظروف معينة في تلك الولاية. يكون هذا الإجراء ممولًا بشكل جزئي في إطار الرعاية الصحية، من قبل الحكومة الفيدرالية، أو من قبل شركات التأمين الصحي الخاصة.
حُظر الميفيبريستون، العروف أيضًا باسم أر يو-486- وهو دواء مجهض- في أستراليا حتى فبراير عام 2006. لم يكن الدواء مسجلًا في أستراليا من قبل إدارة السلع العلاجية (تي جي إيه) في الفترة ما بين عام 2006 وعام 2012، وكان الممارسون الطبيون بحاجة جعلها وصفة قانونية من تي جي إيه من أجل صرفها كوصفة. كانت كارولين دي كوستا وزملاؤها أول من حصل على هذا الإذن وأول من استورد الميفيبريستون للاستخدام في أستراليا. سُجّل الميفيبريستون من قبل تي جي إيه في عام 2012، ويتطلب حاليًا الوفاء بشروط ومحددات خاصة من أجل استخدامه.
قد يعتبر الإجهاض في حالة «الطفل الذي يمكن أن يولد على قيد الحياة» (عادة ما يعني أنه بعد 28 أسبوعًا من الحمل)، جريمة منفصلة «قتل الطفل» في بعض الولايات والأقاليم.

## قوانين الإجهاض

### إقليم العاصمة الأسترالية
أُلغيت الإشارة إلى الإجهاض كجريمة جنائية بموجب قانون الجرائم (إلغاء جريمة الإجهاض) لعام 2002 في إقليم العاصمة الأسترالية. خضع قانون الإجهاض لسنوات عديدة للاجتهاد القضائي بموجب المواد 82-84 من قانون الجرائم لعام 1900 نيو ساوث ويلز.
يُعد الاحتجاج على مسافة 50 مترًا من عيادة الإجهاض داخل إقليم العاصمة الأسترالية (يُطلق عليها أيضًا «مناطق خالية من الاحتجاج») جريمة، منذ عام 2015.
تؤكد المادة 9 من «قانون حقوق الإنسان لعام 2004» أن الحق في الحياة ينطبق على الشخص منذ وقت الولادة. الإجهاض الكامل عند الطلب قانوني في وفقًا للمادة، إذ لا توجد حدود الحمل.

### الإقليم الشمالي
يعد الإجهاض قانونيًا لمدة تصل إلى 24 أسبوعًا من مرحلة الحمل في الإقليم الشمالي، وتطبيق «منطقة وصول آمنة» بقدر 150 مترًا، وإزالة شرط موافقة الوالدين على عمليات الإجهاض وتزويد الإجهاض الطبي المبكر بأقراص الدواء. دخل القانون حيز التنفيذ في 1 يوليو عام 2017.

### كوينزلاند
كان الإجهاض في كوينزلاند متاحًا عند الطلب خلال الأسابيع الـ 22 الأولى من الحمل، اعتبارًا من 3 ديسمبر عام 2018. يجب أن يوقع طبيبان على الإجراء قبل أن تتمكن المرأة من الحصول على الإجهاض ما لم يكن هناك خطر على حياة المرأة أو- في الحمل المتعدد- على حياة طفل آخر لم يولد بعد.
حُددت إمكانية الوصول إلى الإجهاض في كوينزلاند قبل ديسمبر عام 2018، بموجب قرار ماكغواير لعام 1986، الذي أعلن أن الإجهاض قانوني إذا لزم للحفاظ على المرأة من خطر شديد على حياتها أو صحتها- بخلاف المخاطر الطبيعية للحمل والولادة- الذي قد ينتج إذا استمر الحمل، ولا يتناسب مع الخطر الذي حصل تفاديه. كان قانون الإجهاض في كوينزلاند يعكس القانون في فيكتوريا عن كثب، حتى عام 2008. أُكّد حكم ماكغواير في قضية فيفرس ضد كونولي لعام 1994، بواسطة أحد القضاة في المحكمة العليا في كوينزلاند.

### جنوب أستراليا
يمكن أن تحصل المقيمات الحوامل بمرحلة حمل حتى 23 أسبوعًا في جنوب أستراليا على علاج مبكر أو إجهاض جراحي.
أجاز التشريع في عام 1969، الإجهاض عند الضرورة لحماية حياة المرأة أو صحتها الجسدية أو النفسية  -مع مراعاة المستقبل الحالي والمتوقع بشكل معقول- أو في الحالات التي كان من المحتمل أن يولد فيها الطفل بإعاقات خطيرة.
يجب إجراء عمليات الإجهاض قبل انتهاء 28 أسبوعًا من الحمل. يجب إجراء عمليات الإجهاض في المستشفى والموافقة عليها من قبل طبيبين، كما أنها تخضع لشرط الإقامة (يجب أن تكون المريضة مقيمةً في جنوب أستراليا لمدة شهرين على الأقل). يجوز التنازل عن متطلبات المستشفى والموافقة المزدوجة والإقامة في حالات الطوارئ. تتوفر عمليات الإجهاض في جنوب أستراليا مجانًا أو بتكلفة منخفضة في بعض مرافق الصحة العامة بما في ذلك المركز الاستشاري للحمل. المركز الاستشاري للحمل عبارة عن مستشفى مسجّل مع الأطباء المتاحين للموافقة. يُجرى كل من الإجهاض الطبي والجراحي.

### تاسمانيا
يُسمح بالإجهاض عند الطلب حتى 16 أسبوعًا من الحمل في تسمانيا، منذ 21 نوفمبر 2013. يمكن إجراء عمليات الإجهاض بعد 16 أسبوع حتى ولادة الطفل، مما يتطلب موافقة طبيبين لأسباب طبية أو نفسية. يجرم القانون أيضًا التصوير و«الترهيب» و«الاعتراضات» (إذ يعتبر توزيع المعلومات، وتقديم المساعدة والدعم للنساء الحوامل، والصلاة، وما إلى ذلك تهديدًا وفعلًا هجوميًا) على مسافة 150 مترًا من عيادات الإجهاض «مناطق خالية من الاحتجاج».
حظر قانون تسمانيا الجنائي «الإجهاض غير القانوني» دون ذكر ما هو قانوني أم لا، من عام 1925 وحتى عام 2001. اعتُبر أن حكم فيكتوريا مينهنيت لعام 1969 وحكم ليفين في نيو ساوث ويلز ينطبق في قانون تسمانيا، على الرغم من عدم المقاضاة الفعلية. أُوضح القانون الجنائي في أواخر عام 2001، ليذكر أنه يجب إجراء الإجهاض بموجب مجموعة من المعايير التي تشبه متطلبات جنوب أستراليا.

### فيكتوريا
يُسمح بالإجهاض عند الطلب لمدة تصل إلى 24 أسبوعًا من الحمل، مع الإجهاض بعد ذلك الوقت حتى ولادة الطفل في فيكتوريا منذ عام 2008، مما يتطلب موافقة طبيبين على أنه مناسب، بناءً على الحالة البدنية والنفسية الحالية والمستقبلية للمرأة وظروفها الاجتماعية.
استند قانون الإجهاض إلى قانون الجرائم الفيكتورية على النحو الذي يفسره حكم مينهينيت لعام 1969، في قضية أر في ديفيدسون، قبل عام 2008. كانت عمليات الإجهاض قانونية بموجب القرار إذا لزم الأمر للحفاظ على المرأة من خطر شديد على حياتها أو صحتها- بخلاف المخاطر الطبيعية للحمل والولادة- التي قد تنتج إذا استمر الحمل، ولا تتناسب مع الخطر الذي حصل تفاديه. ظل حكم مينهينت الأساس لقانون الإجهاض في فيكتوريا لمدة 40 عامًا تقريبًا، حتى قام قانون إصلاح قانون الإجهاض لعام 2008 (في آي سي) بإلغاء تجريم الإجهاض رسميًا.